# Юнацький чемпіонат Європи з футболу (U-19) 2020
Чемпіонат Європи з футболу 2020 серед юнаків до 19 років — 19-й розіграш чемпіонату Європи з футболу серед юнаків до 19 років і 69-й, якщо враховувати всі юнацькі чемпіонати. Чемпіонат мав відбутися у Північнії Ірландії з 19 липня по 1 серпня 2020 року. Північна Ірландія вже приймала турнір 2005 року, господарем цієї першості їх обрали 9 грудня 2016.
Турнір скасовано через пандемію COVID-19 20 жовтня 2020 року.

## Кваліфікація
Відбірковий турнір до фінальної частини Чемпіонату Європи з футболу 2020 мав складатися з двох раундів:
- Кваліфікаційний раунд: 8 жовтня — 19 листопада 2019 року
- Елітний раунд. 17 червня 2020 року УЄФА оголосив, що елітний раунд перенесено на 2–8 вересня 2020 року.[5] Однак 13 серпня 2020 року УЄФА оголосив, що після консультацій з 55 асоціаціями-членами елітний раунд було перенесено на жовтень 2020 року.[6][7] 16 вересня 2020 року УЄФА оголосив, що елітний раунд перенесено на листопад 2020 року.[8] 20 жовтня 2020 року УЄФА оголосив про скасування турніру та фінальної частини першості.[9]